# Crazy Legs
Crazy Legs är en dansgrupp från Stockholm, som sysslar främst med danser som var vanliga på 1920- till 1950-talet till swing och tidig rock n'roll-musik. Hit hör stepp, charleston, lindy hop (jitterbugg) och den akrobatikfria dans till rockmusik som i tävlingssammanhang brukar kallas boogie woogie.  Gruppen består av 10 medlemmar med bakgrund både inom tävlingsdans, musikal, sång, undervisning och dans på vanligt socialt dansgolv. Gruppen har starka band till dansklubben Swedish Swing Society, men även medlemmar som är aktiva i EBBA dansklubb.